# Åtvids socken
Åtvids socken i Östergötland ingick i Bankekinds härad (före 1888 även delar i Kinda härad), ingår sedan 1971 i Åtvidabergs kommun och motsvarar från 2016 Åtvids distrikt.
Socknens areal är 162,87 kvadratkilometer, varav 143,89 land. År 2000 fanns här 8 009 invånare. Tätorten Berg samt tätorten Åtvidaberg med sockenkyrkan Åtvids nya kyrka samt säteriet Adelsnäs ligger i socknen. 

## Administrativ historik
Åtvids socken har medeltida ursprung.
Fram till 1888 hörde till Kinda härad Getskinnebo eller Gissebo, Kägglelöt eller Kägglan, Södra Boetorp, Emtenäs och Visesjö.
Vid kommunreformen 1862 övergick socknens ansvar för de kyrkliga frågorna till Åtvids församling och för de borgerliga frågorna till Åtvids landskommun. Landskommunen uppgick 1946 i Åtvidabergs köping och ingår sedan 1971 i Åtvidabergs kommun. Församlingen utökades 2010.
1 januari 2016 inrättades distriktet Åtvid, med samma omfattning som församlingen hade 1999/2000.  
Socknen har tillhört samma fögderier och domsagor som Bankekinds härad.  De indelta soldaterna tillhörde  Första livgrenadjärregementet, Kinda kompani och Andra livgrenadjärregementet, Tjusts kompani.

## Geografi

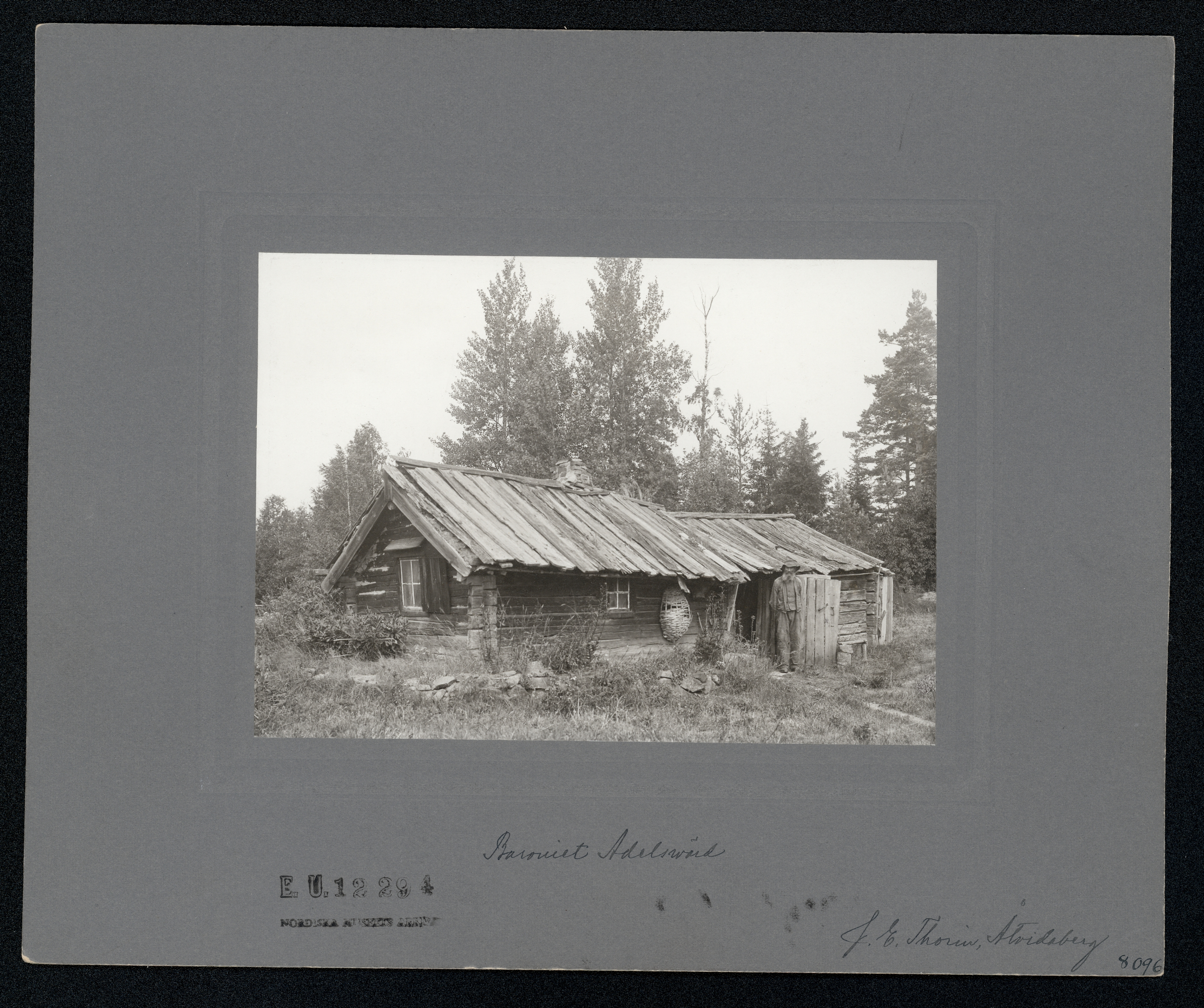
Ryggåsstuga i Falla, Åtvids socken 1901.

Åtvid socken med Åtvidaberg i centrum ligger kring sjöarna Horsfjärden, Virken och Stora Bjän. Socknen är en skogrik bergsbygd rik på sjöar och höjder i söder.
Åtvids ström kallas den del av Storåns vattensystem som ligger uppströms det dåvarande Åtvidaberg.

## Fornlämningar
Kända från socknen är gravrösen och stensättning på sex gravfält från järnåldern.

## Namnet
Namnet (1348 Athuide) kommer från kyrkbyn som innehåller ordet vidher, 'skog'.  Tolkningen är oviss och kan antingen vara 'skogen där det finns åt (flygfä-bromsar, flugor, mygg)' eller 'vid skogen'.

### Fotnoter
1. 1 2  Svensk Uppslagsbok Åtvids socken (Åtvidabergs köping)
2. 1 2  Harlén, Hans; Harlén Eivy (2003). Sverige från A till Ö: geografisk-historisk uppslagsbok. Stockholm: Kommentus. Libris 9337075. ISBN 91-7345-139-8
3. ↑  ”Församlingar”. Statistiska centralbyrån. https://www.scb.se/hitta-statistik/regional-statistik-och-kartor/regionala-indelningar/forsamlingar/. Läst 30 december 2022.
4. ↑  Administrativ historik för Åtvid socken (Klicka på församlingsposten). Källa: Nationella arkivdatabasen, Riksarkivet.
5. 1 2  Sjögren, Otto (1931). Sverige geografisk beskrivning del 2 Östergötlands, Jönköpings, Kronobergs, Kalmar och Gotlands län. Stockholm: Wahlström & Widstrand. Libris 9939
6. 1 2  Nationalencyklopedin
7. ↑  Fornlämningar, Statens historiska museum: Åtvids socken
8. ↑  Fornminnesregistret, Riksantikvarieämbetet: Åtvids socken Fornminnen i socknen erhålls på kartan genom att skriva in sockennamn (utan "socken") i "Ange geografiskt område"
9. ↑  Mats Wahlberg, red (2003). Svenskt ortnamnslexikon. Uppsala: Institutet för språk och folkminnen. Libris 8998039. ISBN 91-7229-020-X. https://isof.diva-portal.org/smash/get/diva2:1175717/FULLTEXT02.pdf